# Saint-Bris-le-Vineux
Saint-Bris-le-Vineux là một xã của Pháp,tọa lạc ở tỉnh Yonne trong vùng Bourgogne. Saint-Bris-le-Vineux là một bộ phận của vùng đô thị Auxerre, một xã trong Cộng đồng các xã Auxerrois

## Hành chính
| Danh sách các thị trưởng               |           |                 |      |         |
| Giai đoạn                              | Giai đoạn | Tên             | Đảng | Tư cách |
| tháng 3 năm 2001                       | 2008      | Jean-Marc Sorin |      |         |
| Tất cả các dữ liệu trước đây không rõ. |           |                 |      |         |

## Biến động dân số

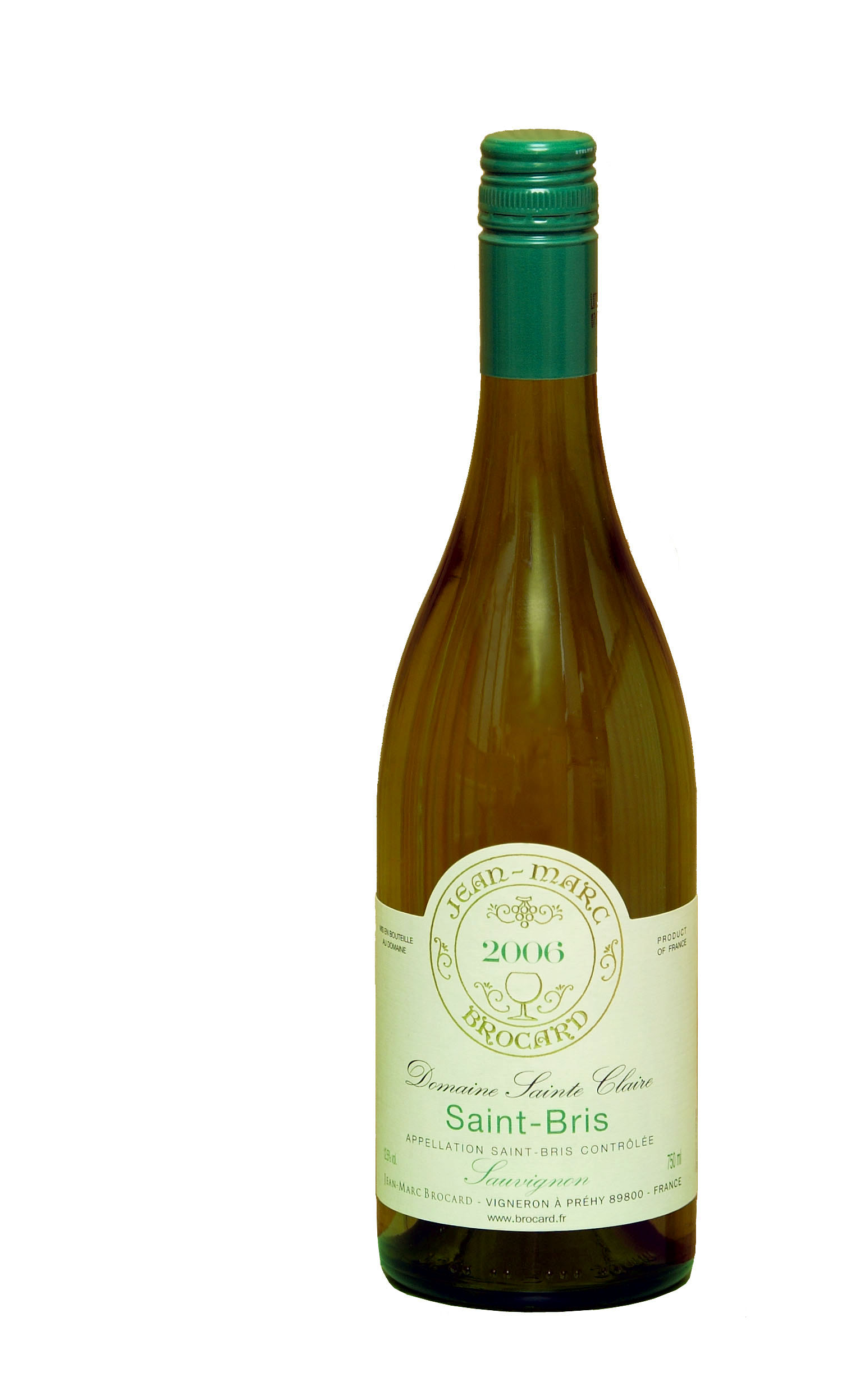
Domaine Sainte Claire Saint-Bris Sauvignon 2006, Jean-Marc Brocard.

| Năm | 1962 | 1968 | 1975 | 1982 | 1990  | 1999  |
| --- | ---- | ---- | ---- | ---- | ----- | ----- |
| Dân số | 895  | 902  | 893  | 943  | 1 015 | 1 045 |
| From the year 1962 on: No double counting—residents of multiple communes (e.g. students and military personnel) are counted only once. |      |      |      |      |       |       |

## Nhân vật nổi bật
- Jean Bienvenu-Martin (1847-1943), nhà chính trị

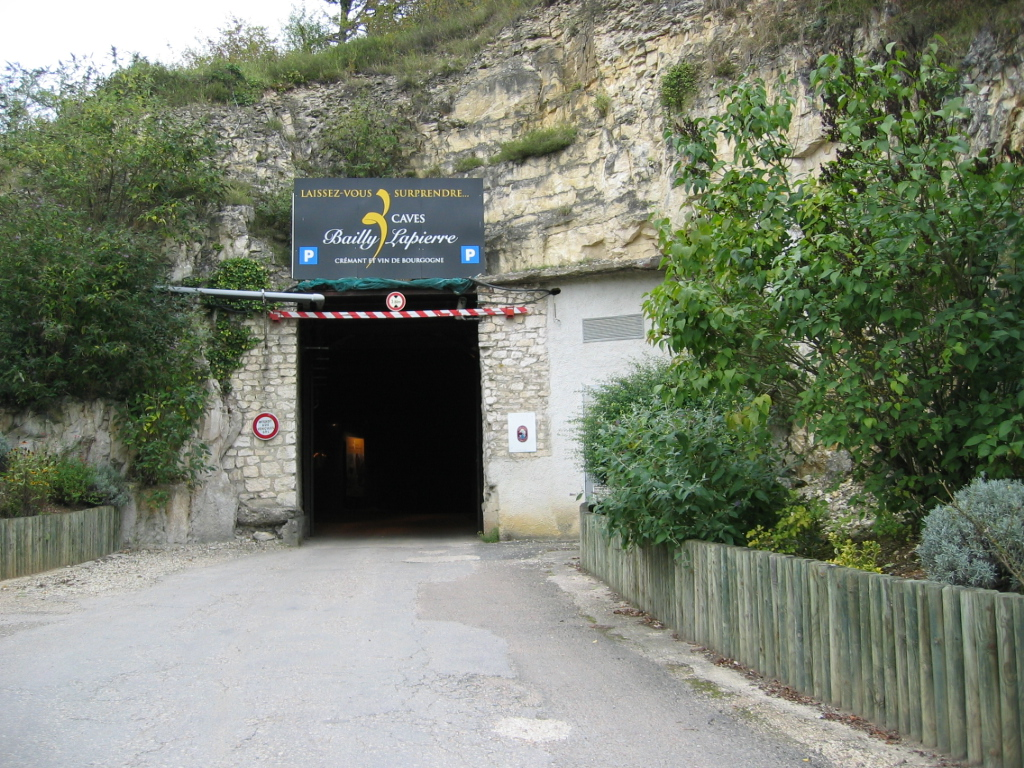
Lối vào Caves Bailly Lapierre à ciel fermé.

- Jean-Marc Thibault: diễn viên